# Municipio de Hopewell (condado de Mercer, Ohio)
El municipio de Hopewell (en inglés: Hopewell Township) es un municipio ubicado en el condado de Mercer en el estado estadounidense de Ohio. En el año 2010 tenía una población de 1033 habitantes y una densidad poblacional de 12,74 personas por km².

## Geografía
El municipio de Hopewell se encuentra ubicado en las coordenadas 40°36′14″N 84°38′16″O / 40.60389, -84.63778. Según la Oficina del Censo de los Estados Unidos, el municipio tiene una superficie total de 81.11 km², de la cual 81,07 km² corresponden a tierra firme y (0,05 %) 0,04 km² es agua.

## Demografía
Según el censo de 2010, había 1033 personas residiendo en el municipio de Hopewell. La densidad de población era de 12,74 hab./km². De los 1033 habitantes, el municipio de Hopewell estaba compuesto por el 97,29 % blancos, el 0,77 % eran afroamericanos, el 0,29 % eran amerindios, el 0,1 % eran asiáticos, el 0,19 % eran de otras razas y el 1,36 % eran de una mezcla de razas. Del total de la población el 0,58 % eran hispanos o latinos de cualquier raza.